# Moapa coriacea
Moapa coriacea är en fiskart som beskrevs av C. L. Hubbs och R. R. Miller 1948. Moapa coriacea är ensam i släktet Moapa som ingår i familjen karpfiskar. IUCN kategoriserar arten globalt som akut hotad. Inga underarter finns listade i Catalogue of Life.